# مستنقع (مركز غميقة)
مستنقع قرية سعودية، تتبع مركز غميقة في محافظة الليث بمنطقة مكة المكرمة. تقع في شرق مدينة الليث بمسافة نحو (35) كم.